# ニュース845くまもと
『ニュース845くまもと』（ニュースはちよんごくまもと）は、NHK熊本放送局で放送されている『NHKニュース』のローカルニュース番組。熊本県内の1日のニュース・話題などを伝える15分番組である。

## 放送時間
- 平日 20:45 - 21:00（JST）
  - 祝日及び年末年始は休止し、20:55 - 21:00に拠点の福岡放送局から「ニュース・気象情報（九州・沖縄）」を5分間放送する（12月31日を除く）。
  - また、春の大型連休期間やお盆期間・年末年始の前後は「クマロク!」が短縮放送される場合は本番組を休止し、同時間帯に拠点の福岡放送局から「ニュース・気象情報（九州・沖縄）」を放送する。

## 主な放送内容
- 熊本県内のニュース
- リポート（放送当日の『クマロク!』で放送されたものと同じ内容）
- 気象情報

## キャスター
- 原則としてNHK熊本放送局のアナウンサーが交替で担当。